# نصف دولار لينشبرغ بمناسبة الذكرى المائة والخمسين
نصف دولار لينشبرغ بمناسبة الذكرى المائة والخمسين نصف دولار تذكاريًا صممه تشارلز كيك وضربه مكتب سك العملة الأمريكي في عام 1936، للاحتفال بالذكرى السنوية الـ 150 لتأسيس مدينة لينشبرغ المستقلة في ولاية فرجينيا عام 1786. يُصور وجه العملة وزير الخزانة الأمريكي السابق وعضو مجلس الشيوخ كارتر قلاس، وهو من سكان لينشبرغ. ويصور الوجه الخلفي تمثالًا لإلهة الحرية، مع مواقع لينشبرغ خلفها، بما في ذلك المحكمة القديمة ونصب الكونفدرالية التذكاري في المدينة.
رعى قلاس التشريع الخاص بنصف الدولار، والذي أقره الكونغرس دون صعوبة. اقترحت لجنة الفنون الجميلة أن تحمل العملة صورة جون لينش، مؤسس لينشبرغ، على الوجه الأمامي، لكن لم تكن هناك صورة معروفة له. بدلاً من ذلك، قررت جمعية لينشبرغ سيسكي-سينتينيال أن السيناتور قلاس هو الذي يجب أن يكون على العملة. على الرغم من معارضته، أصبح قلاس ثالث شخص حي يَظهر على عملة أمريكية، وأول شخص يظهر بمفرده.
حققت العملات المعدنية مبيعات جيدة عندما طُرحت للبيع في أواخر صيف عام 1936، كانت المبيعات لسكان خارج المدينة محدودة. وبيعت جميع النسخ، وخُصصت بعض النسخ للاحتفالات بالذكرى المائة والخمسين في أكتوبر/تشرين الأول. صدر مقابل 1 دولار (ما يعادل 23 دولارًا في عام 2024)، ارتفعت قيمة العملات المعدنية على مر السنين، تراوحت تقديرات عام 2018 لقيمتها بين 225 دولارًا و365 دولارًا، اعتمادًا على الحالة.

## خلفية
رغبت جمعية لينشبورغ سيسكي-سينتينيال في الحصول على نصف دولار تذكاري تكريمًا لذكرى أول ذكر لتأسيس لينشبورغ في الجمعية العامة لولاية فيرجينيا عام 1786؛ أصبحت مدينة في عام 1852. في عام 1936، لم تكن الحكومة تبيع العملات التذكارية - يُعين الكونغرس، عند الموافقة على التشريعات، منظمة ذات حقوق حصرية لشرائها بالقيمة الاسمية وبيعها للجمهور مقابل علاوة. في حالة نصف دولار لينشبرغ، فإن المجموعة المسؤولة ستكون جمعية سيسكي-سينتينيال. 
شهد عام 1936 موافقة الكونغرس على إصدار 15 عملة تذكارية جديدة، سُكت العملات الموافق عليها في السنوات السابقة مرة أخرى، مؤرخة بعام 1936. شهد ذلك العام طفرة كبيرة في أسعار العملات التذكارية، وساعدت الإصدارات الجديدة في تغذية السوق. بعض هذه الإصدارات الجديدة، مثل نصف الدولار في مركز سينسيناتي الموسيقي، كانت تحت سيطرة المطلعين لتحقيق الربح الخاص. من ناحية أخرى، قطعة لينشبرغ قادرة على تغطية تكاليف احتفالات الذكرى السنوية، وكانت مدفوعة بالفخر بالمدينة وتاريخها. كانت لينشبرغ مركز إمداد للكونفدرالية أثناء الحرب الأهلية؛ وأحبط الجنرال الكونفدرالي جوبال إيرلي محاولة للاتحاد للاستيلاء على المدينة في عام 1864. في عام 1858، ولد كارتر قلاس، أصبح فيما بعد وزيرًا للخزانة وممثلًا وعضوًا في مجلس الشيوخ من ولاية فرجينيا، هناك، وعاش هناك في عام 1936.

## تشريع
قدم قلاس مشروع قانون لنصف دولار بمناسبة الذكرى المائة والخمسين لتأسيس لينشبرغ في مجلس الشيوخ في 8 أبريل/نيسان، 1936؛ احيل إلى لجنة المصارف والعملة. في 22 أبريل/نيسان، أبلغ ألفا ب. آدامز من كولورادو الأمر إلى مجلس الشيوخ. وفي تقريرها، أشارت اللجنة إلى أن مشروع القانون تضمن اللغة الموحدة التي دعت إليها بسبب انتهاكات سابقة في استخدام العملات التذكارية: بما في ذلك أن تصدرها دار سك واحدة فقط، ولا يقل عدد العملات في المرة الواحدة عن 5000 عملة، أن يكون لها تصميم واحد فقط، وتُضرب في غضون عام من إقرارها، وأن تحمل تاريخ 1936 حتى لو سُكّت في وقت لاحق. أوصت اللجنة بإقرار مشروع القانون.
في 24أبريل/نيسان، أحضر آدامز مشروع القانون أمام مجلس الشيوخ، وحرك اقتراحًا بزيادة الكمية المسموح بها من العملات المعدنية من 10 آلاف إلى 20 ألفًا. اتُفق على التعديل ومشروع القانون دون مناقشة أو معارضة مسجلة. ذهب مشروع القانون إلى مجلس النواب حيث صُوت عليه في 22 مايو/أيار، أحضر كليفتون أ. وودروم من فرجينيا الى المجلس. روبرت ف. ريتش، الجمهوري من ولاية بنسلفانيا، أخذ الكلمة مطولاً ليقول: "ربما يكون هذا هو مشروع القانون الثلاثين من نوعه الذي يُعرض هنا في هذه الدورة من الكونغرس. إنه بلا شك بداية التضخم الديمقراطي، وأحذر أعضاء المجلس كل الحذر". بعد الضحك والتصفيق، أُقر مشروع القانون دون اعتراض، وبتوقيع الرئيس فرانكلين د. روزفلت في 28 مايو/أيار، 1936، أصبح قانونًا يسمح بـ 20000 نصف دولار.

## تحضير

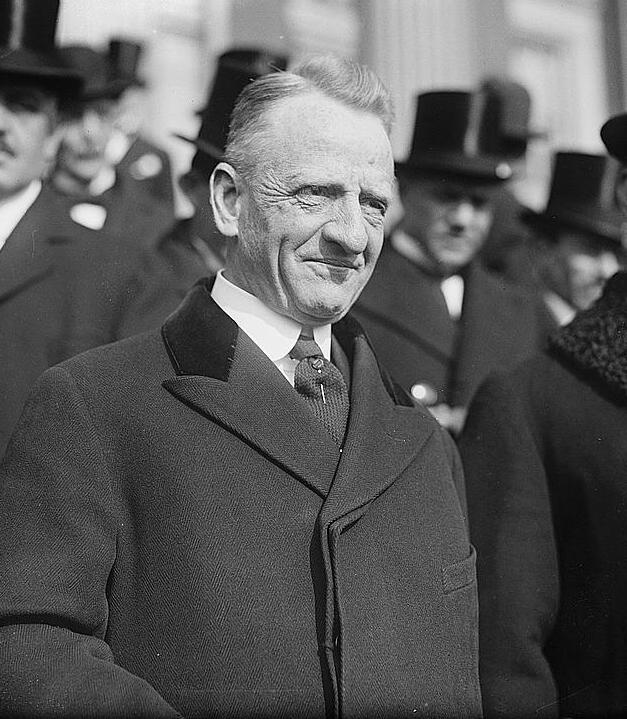
السيناتور كارتر قلاس

في 25مايو/أيار 1936، ومع اقتراب مشروع قانون لينشبرغ من النفاذ، كتب فريد ماكوين، سكرتير جمعية سيسكي-سينتينيال، إلى تشارلز إس. مور، رئيس اللجنة الفيدرالية للفنون الجميلة. كُلفت اللجنة بموجب أمر تنفيذي صادر عام 1921 من قِبل الرئيس وارن جي هاردينج بتقديم آراء استشارية بشأن الأعمال الفنية العامة، بما في ذلك العملات المعدنية. رد مور في اليوم السادس والعشرين، واقترح أن تحمل العملة صورة جون لينش، مؤسس لينشبرغ، على الوجه الأمامي. رد ماكوين في اليوم التالي، قائلاً إنه لا توجد صورة معروفة للينش، وأن جمعية سيسكي-سينتينيال تفكر في وجوه أخرى محتملة. على الجانب الآخر، اقترح ماكوين إنشاء شرفة المدينة التذكارية، والتي كانت منذ فترة طويلة أول ما يراه الزوار هناك عند وصولهم بالسكك الحديدية.
في 3 يونيو/حزيران، كتب ماكوين إلى مور موضحًا أن جمعية سيسكي-سينتينيال تفكر في تشارلز كيك وجون ديفيد برسين لنحت العملة المعدنية؛ أشاد مور في رده في اليوم التاسع بالرجلين، لكنه أشاد بكيك أكثر. صمم كيك دولار بنما والمحيط الهادئ الذهبي عام 1915 ونصف دولار فيرمونت بمناسبة مرور 150 عامًا على تأسيسها عام 1927. أخذت جمعية سيسكي-سينتينيال الإشارة وأبلغ ماكوين مور بتعيين كيك في 1 يوليو/تموز. أشار إلى مور بأن لجنته قررت أن السيناتور قلاس يجب أن يظهر على الوجه.
اعترض قلاس على فكرة ظهور وجهه على العملة المعدنية، لكن هذا لم يجدي نفعا. اتصل هاتفيا بدار سك العملة في فيلادلفيا على أمل أن يصدر قانون يمنعه، كشخص حي، من الظهور على العملات المعدنية، لكن قيل له إن أحدا لم يفعل ذلك. صرح السيناتور قائلاً: "آملت أن يكون هناك سبيل للهروب". ووفقًا لدون تاكساي في مجلده عن العملات التذكارية الأمريكية، "على الرغم من أن [قلاس] كان الرجل الأكثر نفوذاً في لينشبرغ، والرئيس الفخري لجمعية الذكرى المائة والخمسين، وجد نفسه مستبعدًا بشكل يائس من التصويت". في 28 يوليو/تموز، أرسلت ماري مارغريت أوريلي، المديرة المساعدة للدار، نماذج كيك إلى لجنة الفنون الجميلة؛ ووافق عليها في اليوم التالي. كتب مور إلى قلاس في الحادي والثلاثين من الشهر، متوقعًا أن يكون تصوير السيناتور "من النوع الذي سيوافق عليه أصدقاؤك والأجيال القادمة". أُرسلت نماذج كيك إلى شركة ميداليك آرت في نيويورك، والتي قلصتها إلى قوالب بحجم العملات المعدنية.

## تصميم

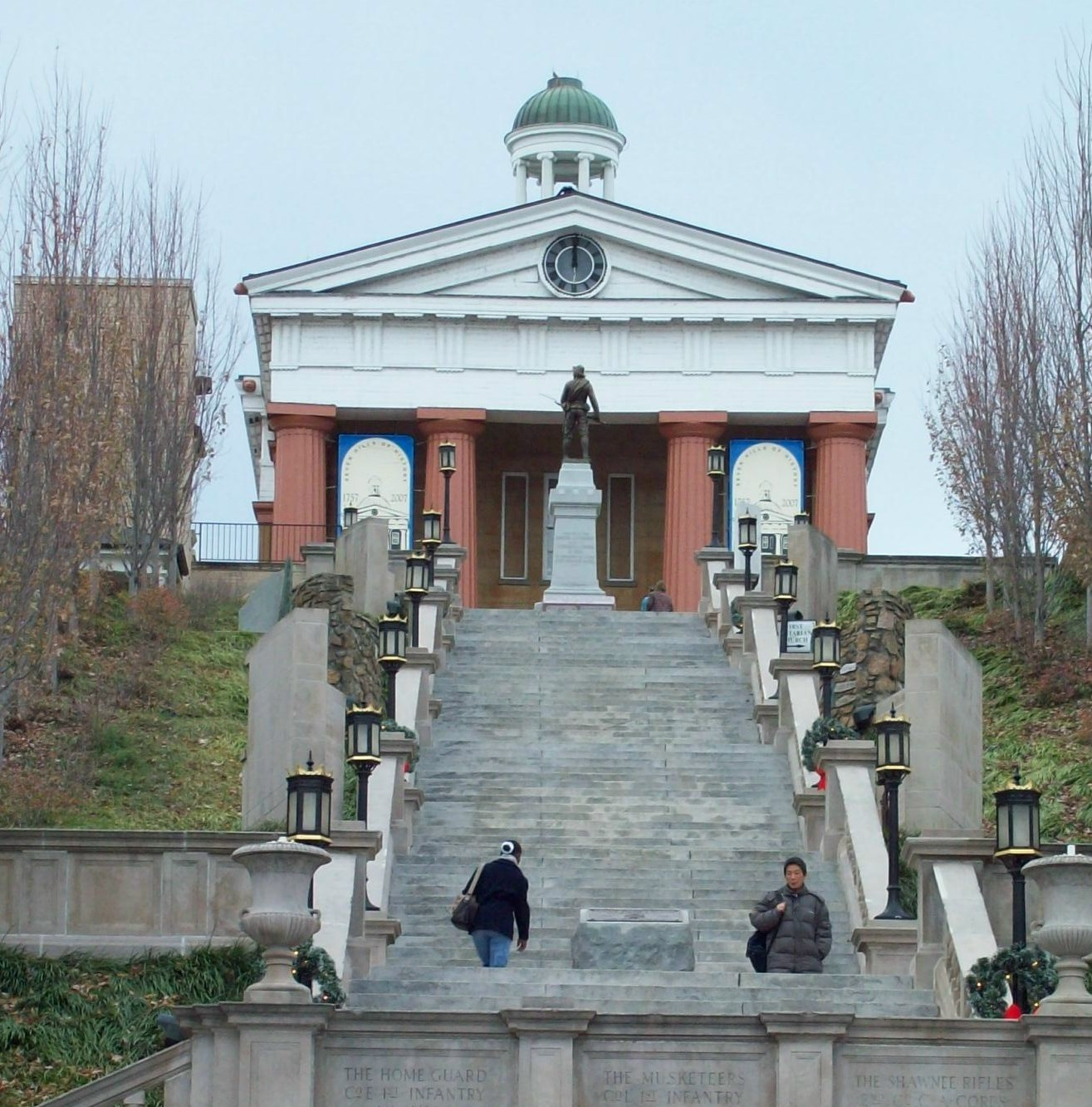
يصور نصف الدولار محكمة لينشبرغ والنصب التذكاري الكونفدرالي وتراس النصب التذكاري.

يحتوي الوجه الأمامي على تمثيل للسيناتور كارتر قلاس، مما يجعل نصف دولار لينشبرغ بمناسبة الذكرى المائة والخمسين هو العملة المعدنية الأمريكية الثالثة التي تصور شخصًا حيًا، والأولى التي تُظهر شخصًا واحدًا بمفرده- العملتان السابقتان، نصف دولار ألاباما سينتينيال (1921) ونصف دولار الولايات المتحدة سيسكيسنتينيال (1926)، تصوران تمثالين نصفيين لشخص حي، حاكم أو رئيس، مع سلف متوفى.  أصبح قلاس أول شخص يحصل على توقيعه على العملة الأمريكية (أثناء فترة عمله كوزير للخزانة) وصورته على عملة معدنية. باعتباره رئيسًا لوزارة الخزانة، كان على دراية بالعرف الذي يقضي بعدم ظهور الأشخاص الأحياء على العملات الأمريكية؛ لم يثير التنازل عن هذه العادة في حالته انتقادات غير مواتية، حيث اعتُبر الأمر مستحقًا.
يصور الوجه الخلفي تمثالًا للإلهة الحرية، ذراعيها ممدودتان للترحيب. في الوجه الثاني يَظهر جزء من Monument Terrace، مع تصوير مبنى المحكمة القديم لينشبرغ أيضًا. أمام المبنى يوجد نصب تذكاري للكونفدرالية في المدينة. وفقًا لأنتوني سوياتيك في مجلده لعام 2012 حول العملات التذكارية، "حصلت الكونفدرالية على اعتراف بارز على هذه العملة". في خضم النقاش حول إزالة النصب التذكارية الكونفدرالية في الولايات المتحدة، أثيرت مسألة ما إذا كان ينبغي نقل هذا التمثال، الذي كُريس في عام 1900، ولكن اعتبارًا من عام 2017، لا يزال في مكانه.
اعتبر مؤرخ الفن كورنيليوس فيرمول، في مجلده عن العملات التذكارية والميداليات الأمريكية، أن نصف دولار كيك "مزيج ناجح ولكنه غير مفاجئ من العناصر المحافظة". وصف شخصية الحرية الموجودة على الوجه الخلفي بأنها "صورة للحرية اليونانية الرومانية، أو في الواقع صورة إمبراطورية يونانية، موضوعة أمام المعالم المحلية". اقترح فيرمول أن الحروف الطويلة الرفيعة الموجودة على الوجه الآخر تشير إلى أن كيك أقل تأثرًا بأغسطس سانت جودنز، الذي درس تحت إشرافه، من تأثره برئيس النقاشين في دار سك العملة الأمريكية تشارلز إي. باربر (خدم في الفترة من 1880 إلى 1917) وخليفته جورج تي. مورجان (1917 إلى 1925). علاوة على ذلك، ربط فيرمول عملة الحرية التي صممها كيك بالعملات المعدنية والميداليات التي صممها النقاشان الرئيسيان، بما في ذلك عملهما على الميداليات الخاصة بلجنة التحليل. استنتج أن "أسلوب كيك، كما يتجلى في نصف دولار لينشبرغ بمناسبة الذكرى المائة والخمسين، تذكيرًا بالأزياء التي استمر باربر ومورجان في اتباعها".

## الإنتاج، التوزيع والتجميع
في سبتمبر/أيلول 1936، ضربت دار سك العملة في فيلادلفيا 20 ألف نصف دولار من عملة لينشبرغ، بالإضافة إلى 13 نصف دولار إضافية احتُفظ بها للفحص والاختبار في اجتماع لجنة التحليل السنوي لعام 1937. ظهرت العملات الجديدة في السوق أثناء طفرة أسعار العملات التذكارية، وبيعت بسهولة بسعر دولار واحد لكل منها. كان هناك حد للطلب يبلغ 10 لكل شخص، على الرغم من أنه يُمكن التنازل عن هذا الحد إذا كان هناك تفسير مكتوب. قبُلت الطلبات مسبقًا، واحتوى العدد الصادر في أغسطس/آب 1936 من مجلة The Numismatist (مجلة الجمعية الأمريكية لعلم العملات) على بيان من جمعية Sesqui-Centennial بأنه استلم طلبات لـ 2000 قطعة. وبمجرد بيع 15000 منها، احتُفظ بالباقي للسماح للسكان المحليين بفرصة شرائها. في 2 سبتمبر/أيلول، كتب ماكوين إلى مشترٍ محتمل من خارج الولاية موضحًا أنه شُريت جميع هذه العناصر. طُرحت للبيع رسميًا في 21 سبتمبر/أيلول. خُصص بعضها للبيع في احتفال الذكرى المائة والخمسين، الذي أقيم في لينشبرغ في الفترة من 12 أكتوبر/تشرين الأول إلى 16، حيث بيعت، بشكل أساسي للسكان المحليين.
ارتفعت أسعار العملات المعدنية بعد عام 1936، ساعد على ارتفاع قيمتها التوزيع الواسع للعملات المسكوكة، في ظل عدم وجود أي كنوز معروفة. بحلول عام 1940، أصبحت قيمة العملة غير المتداولة 2 دولار، وبحلول عام 1970 وصلت إلى 40 دولار. في ذروة طفرة العملات التذكارية في عام 1980، بيعت بمبلغ 550 دولارًا، انخفضت إلى 375 دولارًا بحلول عام 1985. تُدرج الطبعة الفاخرة من كتاب RS Yeoman 's A Guide Book of United States Coins، الذي نُشر في عام 2018، العملة المعدنية بسعر يتراوح بين 225 دولارًا و365 دولارًا، اعتمادًا على الحالة. بيعت عينة استثنائية في عام 2008 مقابل 4830 دولارًا.

## ملحوظات
1. ↑  The Alabama coin depicts Thomas Kilby, the governor in 1921, with William Bibb, Alabama's first governor. The U.S. Sesquicentennial piece shows the president in 1926, كالفين كوليدج, with the first U.S. president, جورج واشنطن. The Arkansas-Robinson half dollar, also issued in 1936, depicts Joseph Taylor Robinson alone.